# Алимпије Марјановић
Алимпије Марјановић Овчепољски (Доња Шаторња, 1874 — Београд, 1940) био је српски и југословенски официр, и четнички војвода у Старој Србији и Македонији за време борби за Македонију почетком 20. века.

## Биографија
Родио се 24. децембра 1874. у Доњој Шаторњи. Војне науке похађао је у Београду где је завршио Нижу и Вишу школу Војне академије. Официрско досавршавње обавио је у Француској. Био је један од официра који су се укључили у заверу против краља Александра Обреновића али је у ноћи преврата био распоређен са службом у Зајечару. У војсци је провео 23 године обављајући 27 различитих служби. У пензију је отишао као пуковник.

### Шеф Горског штаба
Године 1908. у чину мајора вршио је дужност шефа горског штаба Источног Повардарја као командант свих српских чета у околини Прешева, Куманова, Криве Паланке и Кратова. Под његовом командом биле су чете војвода Спасе Гарде, Живка Гвоздића, Дитка Алексића, Војислава Танкосића, Николе Лукића Скадарца и Денка Чуме. надимак Овчепољски добио је као шеф реформатор, будући да је од Српске одбране добио задатак да реформише српску четничка организацију и да повеже српске чете и организована села Западног и Источног Повардарја преко Овчег Поља. Његов рад спречила је Младотурска револуција 23. јула 1908.

### Ратови
У Првом балканском рату 1912. Марјановић је био шеф команде четничких одреда придодат штабу Врховне команде редовне војске и командант четничког одреда на рејону карауле Лисица. У Другом балканском рату био је командант бригаде српске војске. Учествовао је у Првом светском рату. Пензионисан је у чину пуковника. Умро је 15. марта 1940. у Београду.

## Признања
За заслуге на националном раду и исказану храброст и способност у ратовима одликован је са три Карађорђеве звезде, две четвртог и једне трећег степена, Орденом Белог орла петог степена, две Златне медаље за храброст, Медаљом за војничке врлине и са пет споменица: Споменицом Краља Петра, Споменицом Српско-турског рата 1912, Споменицом Српско-бугарског рата 1913, Споменицом Првог светског рата 1914-1918. и Албанском споменицом. 1917. године.